# Tokieda Motoki
Tokieda Motoki (japanisch 時枝 誠記, Vorname bei gleicher Schreibung auch Seiki gelesen; geboren 6. Dezember 1900 in Tokio; gestorben 27. Oktober 1967) war ein japanischer Linguist und Grammatikforscher der Shōwa-Zeit.

## Leben und Werk
Tokieda Motoki wurde in Tokio geboren und schloss 1926 sein Studium an der Universität Tokio ab. Er arbeitete ab 1927 im damals  japanischen Korea als Universitätsprofessor für Japanisch. Dann wechselte er 1943 zurück an seine Alma Mater, wo er den Lehrstuhl für Japanisch von Hashimoto Shinkichi (1882–1945) übernehmen konnte.
Tokieda untersuchte die Grammatik sowohl des klassischen als auch des modernen Japanisch. Er ist bekannt für seine „Prozess-Theorie des Japanischen“ (言語過程説, Gengo katei-setsu), mit der er sich von der europäischen strukturorientierten Vorgehensweise unterscheidet. Seine Vorgehensweise zeigt starken Einfluss von früheren Studien zur japanischen Grammatik, insbesondere von Suzuki Akira.
Tokiedas grammatisches System basiert auf der Unterscheidung von shi, Wörtern, die eine Erfahrung des Geistes ausdrücken, und ji, Wörtern, die Geistesaktivitäten widerspiegeln, oder Wörtern, die Konzepte ausdrücken und Wörtern, und Wörtern, denen Affekte zugeordnet sind, oder noch anders ausgedrückt, zwischen semantischen und pragmatischen Elementen. Tokiedas Vorgehensweise folgt der der Linguisten Yamada Yoshio (山田 孝雄, 1873–1958) und Matsushita Daisaburō (松下大三郎; 1878–1935), auch der von Hashimoto.
Eine andere zentrale Idee ist die der „Struktur verschachtelter Kästen“ (入れ子型 構造, Irekogata kōzō), die Tokieda an Stelle linearer Strukturen (文節, bunsetsu) bevorzugte. 
Tokiedas hinterließ zahlreiche Bücher zur Grammatik der japanischen Sprache. Sein Ansatz ist vielfach kritisiert worden, aber was die japanische Grammatik anbetrifft, so er war wohl die einflussreichste Persönlichkeit nach dem Pazifikkrieg.